# Hugh Davidson
Hugh Davidson (...) è un attore e sceneggiatore statunitense.
È noto soprattutto per il suo lavoro nella serie animata Robot Chicken di Adult Swim, per il quale interpreta vari personaggi ed è scrittore.

## Carriera
Davidson ha fatto il suo debutto cinematografico nel film Pledge of Innocence del 2001. In seguito ha recitato in programmi televisivi come Reno 911!, Arrested Development - Ti presento i miei e Will & Grace e come se stesso nell'episodio Unsolved Situations di Mike Tyson Mysteries, di cui è anche produttore. Nel 2006, Davidson ha iniziato a lavorare come doppiatore e scrittore per Robot Chicken, per il quale ha vinto un Primetime Emmy Award nel 2010. Inoltre ha interpretato Bertrum Burrows ed è scrittore per la serie televisiva Saul of the Mole Men di Adult Swim. Nel 2008, Davidson ha interpretato il ruolo di Thomas Jefferson nello speciale televisivo Young Person's Guide to History. Ha prestato la voce a vari personaggi del programma televisivo animato Mad, oltre a essere uno dei principali membri del cast della serie.
Davidson è un ex allievo di The Groundlings, una compagnia di improvvisazione e sketch comici con sede a Los Angeles, in California. Davidson è stato scrittore e story editor per The Looney Tunes Show e produttore per Mike Tyson Mysteries. Ha prodotto la serie televisiva di breve durata Nobodies di TV Land, per il quale è produttore esecutivo insieme a Larry Dorf e Rachel Ramras, oltre a essere scrittore e interprete per la serie. Anche Melissa McCarthy e Ben Falcone hanno recitato nel progetto, con Mike McDonald come showrunner.
Più tardi ha firmato un accordo globale con la Warner Bros. Animation.

## Filmografia

### Attore

#### Cinema
- Pledge of Innocence, regia di Benjamin Louis (2001)
- Vita da strega, regia di Nora Ephron (2005)

#### Televisione
- Reno 911! – serie TV, 1 episodio (2004)
- Crossing Jordan – serie TV, 1 episodio (2004)
- Arrested Development - Ti presento i miei – serie TV, 1 episodio (2005)
- Hollywood Vice, regia di Adam Ripp (2005)
- Will & Grace – serie TV, 1 episodio (2006)
- Saul of the Mole Men – serie TV, 19 episodi (2007)
- The Minor Accomplishments of Jackie Woodman – serie TV, 3 episodi (2007)
- Young Person's Guide to History – serie TV, 2 episodi (2008)
- Your Pretty Face Is Going to Hell – serie TV, 1 episodio (2011)
- Benched - Difesa d'ufficio – serie TV, 1 episodio (2014)
- Nobodies – serie TV, 24 episodi (2017-2018)
- The Ellen DeGeneres Show – serie TV, 1 episodio (2017)
- Chelsea – serie TV, 1 episodio (2017)

#### Podcast
- Mee & Marcus Podcast – podcast (2018)

### Doppiatore
- Robot Chicken – serie animata, 17 episodi (2006-2018)
- Titan Maximum – serie animata, 2 episodi (2009)
- Mad – serie animata, 59 episodi (2010-2013)
- The Looney Tunes Show – serie animata, 14 episodi (2011-2013)
- Mike Tyson Mysteries – serie animata, 37 episodi (2014-2020)

### Sceneggiatore
- Robot Chicken – serie animata, 25 episodi (2006-2018)
- Saul of the Mole Men – serie TV, 3 episodi (2007)
- Young Person's Guide to History – serie TV, 2 episodi (2008)
- The Looney Tunes Show – serie animata, 50 episodi (2011-2013)
- Mike Tyson Mysteries – serie animata, 45 episodi (2014-2020)
- Nobodies – serie TV, 24 episodi (2017-2018)
- La donna nella casa di fronte alla ragazza dalla finestra – serie TV, 8 episodi (2022)

### Produttore televisivo
- The Looney Tunes Show – serie animata, 26 episodi (2012-2013)
- Mike Tyson Mysteries – serie animata, 51 episodi (2014-2020)
- Looney Tunes: Due conigli nel mirino, regia di Jeff Siergey (2015)

#### Produttore esecutivo
- Young Person's Guide to History – serie TV, 2 episodi (2008)
- Nobodies – serie TV, 24 episodi (2017-2018)
- Mike Tyson Mysteries – serie animata, 3 episodi (2019-2020)
- La donna nella casa di fronte alla ragazza dalla finestra – serie TV, 8 episodi (2022)

## Doppiatori italiani
Da doppiatore è sostituito da:
- Oreste Baldini in Robot Chicken (Forrest Gump)
- Nanni Baldini in Robot Chicken (Toby, Rubeus Hagrid, Private Pizza)

## Premi e riconoscimenti
Primetime Emmy Award
- 2007 - Nomination alla miglior serie animata della durata massima di un'ora per Robot Chicken
- 2009 - Nomination alla miglior serie animata della durata massima di un'ora per Robot Chicken: Star Wars Episodio II
- 2010 - Miglior serie animata per Robot Chicken
- 2011 - Nomination alla miglior serie animata per Robot Chicken: Star Wars Episodio III
- 2014 - Nomination alla miglior serie animata per Robot Chicken

Annie Award
- 2009 - Miglior scrittura in una produzione animata per Robot Chicken: Star Wars Episodio II
- 2011 - Miglior scrittura in una produzione televisiva per Robot Chicken: Star Wars Episodio III